# Videfuks
Videfuks, Nymphalis xanthomelas, är en fjärilsart som beskrevs av Michael Denis och Ignaz Schiffermüller 1775. Videfuks ingår i släktet Nymphalis och familjen praktfjärilar, Nymphalidae. Arten har livskraftiga (LC) populationer i både Sverige och i Finland. Fem underarter finns listade i Catalogue of Life, Nymphalis xanthomelas anna Krzywicki, 1967, Nymphalis xanthomelas chosenessa (Bryk, 1946), Nymphalis xanthomelas fervescens Stichel, 1908, Nymphalis xanthomelas japonica (Stichel, 1902) och Nymphalis xanthomelas sachalinensis (Matsumura, 1925)

## Bildgalleri

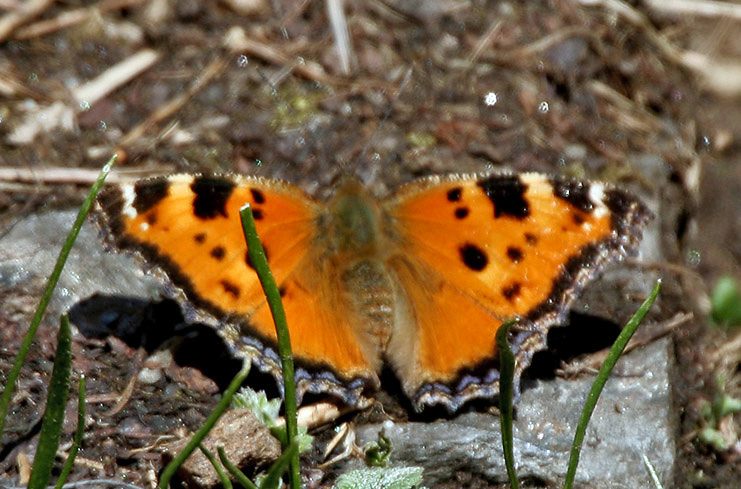
Imago fjäril
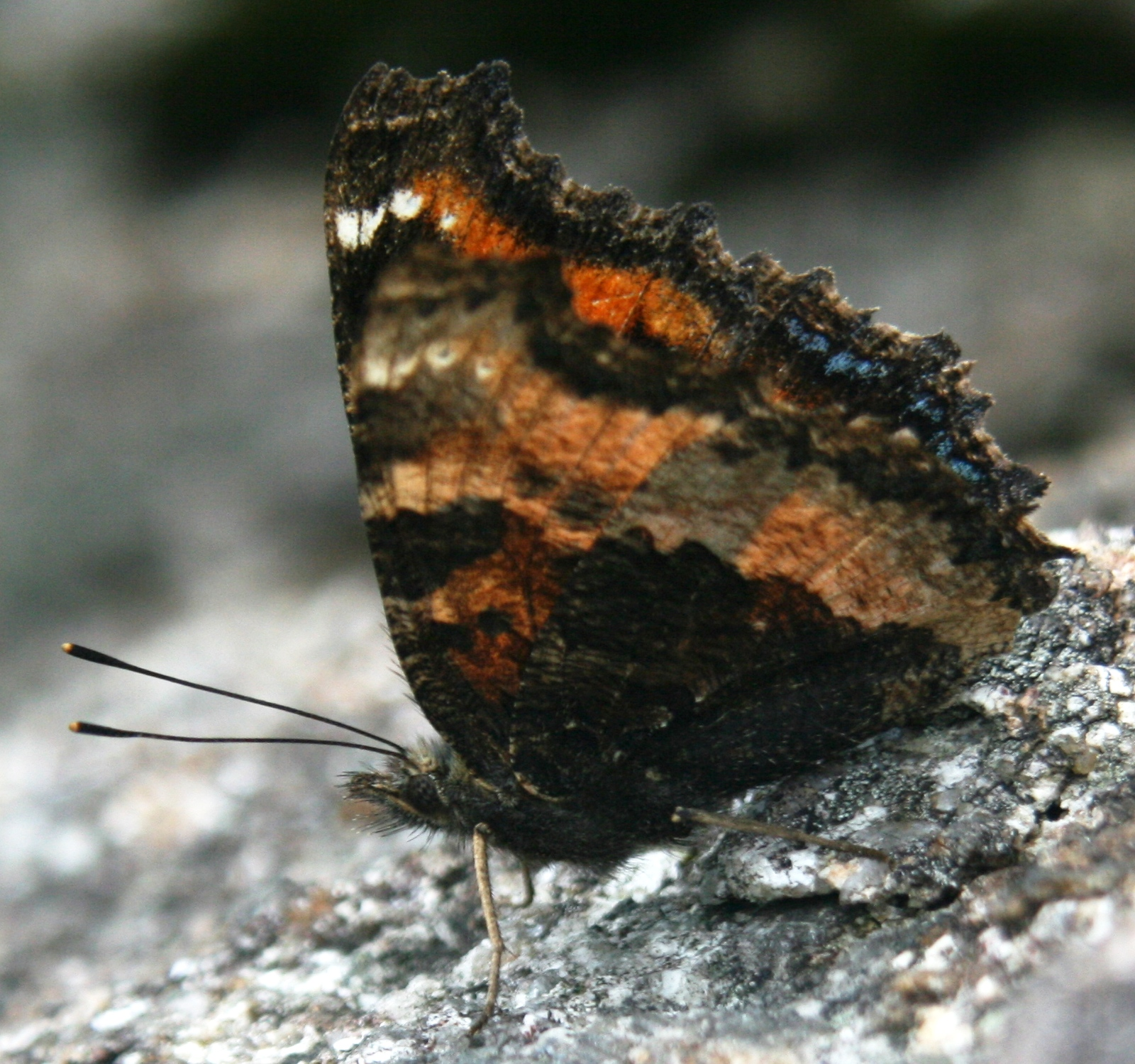
Imago fjäril undersida
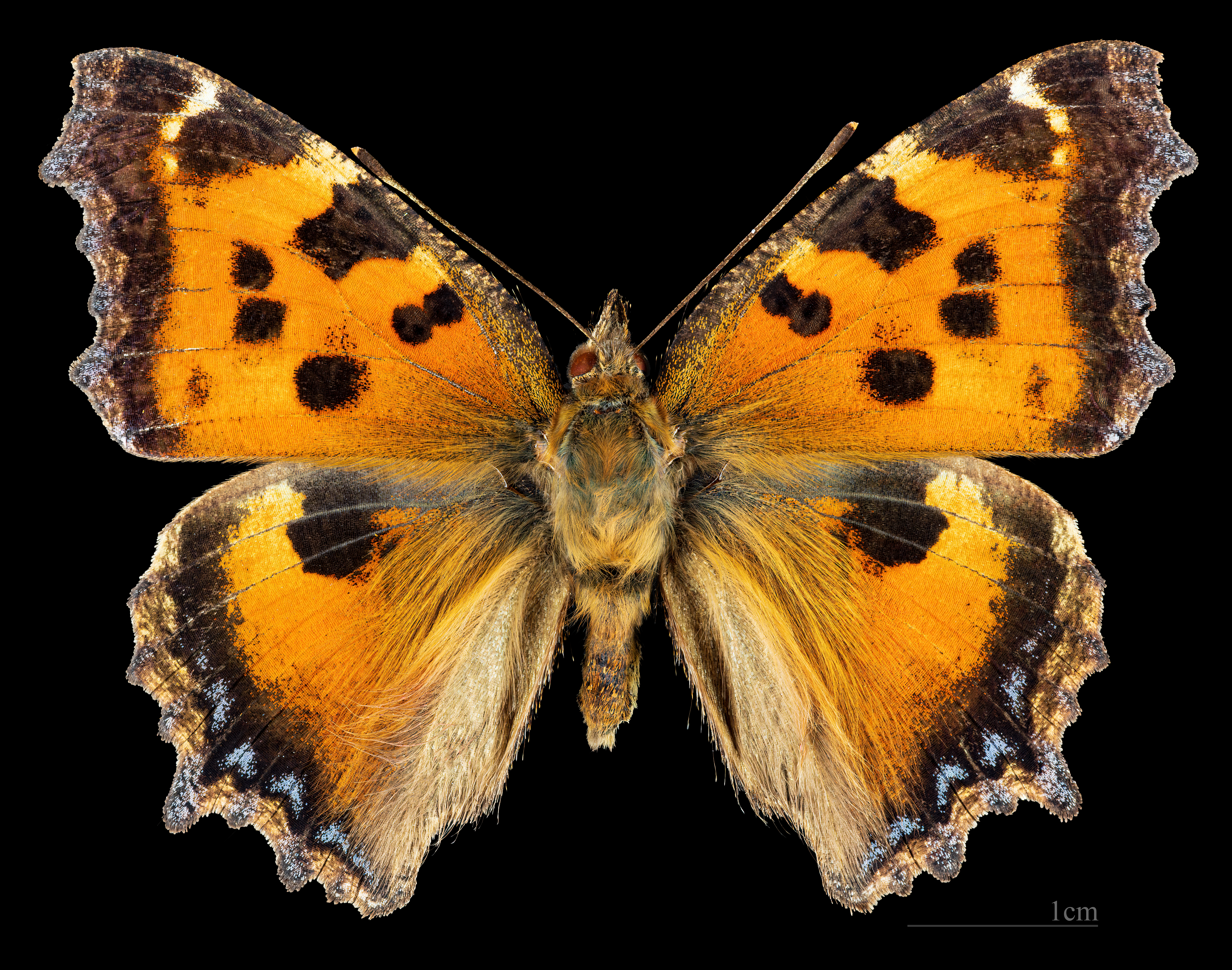
Spp. N. x. anna, preparerad (uppnålad) imago fjäril, hane ovansida
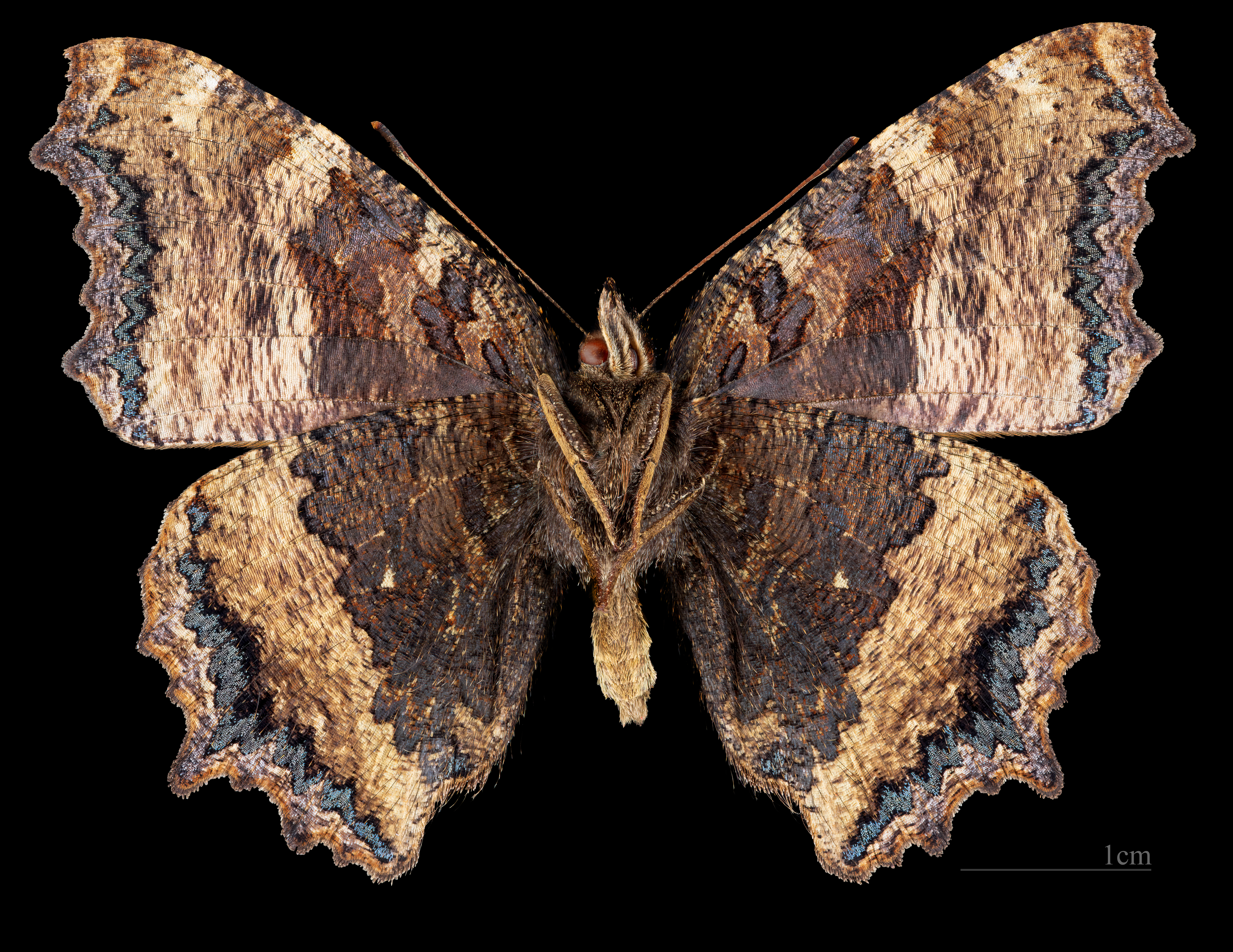
Spp. N. x. anna, preparerad (uppnålad) imago fjäril,  hane undersida